# イエローストーン郡 (モンタナ州)
イエローストーン郡（英: Yellowstone County）は、アメリカ合衆国モンタナ州の南部に位置する郡である。人口は16万4731人（2020年）で、モンタナ州の郡では人口最大である。郡庁所在地はビリングスであり、同郡で人口最大かつ州内で最大の自治体である。郡名はイエローストーン川に因んで名付けられており、イエローストーン川は郡内を南西部と北東部にほぼ二分している。この川は郡内にある黄色い砂岩の崖からその名前が採られた。

## 地理
アメリカ合衆国国勢調査局に拠れば、郡域全面積は2,649平方マイル (6,861 km2)であり、このうち陸地は2,635平方マイル (6,825 km2)、水域は14平方マイル (36 km2)で水域率は0.52%である。

### 主要高規格道路
- 州間高速道路90号線
- 州間高速道路94号線
- アメリカ国道12号線
- アメリカ国道87号線
- アメリカ国道212号線
- アメリカ国道310号線
- アメリカ国道312号線
- モンタナ州道3号線
- モンタナ州道47号線

### 隣接する郡
- マッスルシェル郡 - 北
- ローズバッド郡 - 北東
- トレジャー郡 - 東
- ビッグホーン郡 - 南、南東
- カーボン郡 - 南西
- スティルウォーター郡 - 西
- ゴールデンバレー郡 - 北西

### 国立保護地域
- ネズ・パース国立歴史公園（部分）
- ポンペイの柱国立保護区

## 人口動態
以下は2000年国勢調査による人口統計データである。
| 基礎データ - 人口: 129,352人 - 世帯数: 52,084 世帯 - 家族数: 34,219 家族 - 人口密度: 19人/km2（49人/mi2） - 住居数: 54,563軒 - 住居密度: 8軒/km2（21軒/mi2） 人種別人口構成 - 白人: 92.78% - アフリカン・アメリカン: 0.45% - ネイティブ・アメリカン: 3.05% - アジア人: 0.54% - 太平洋諸島系: 0.04% - その他の人種: 1.26% - 混血: 1.87% - ヒスパニック・ラテン系: 3.70% 先祖による構成 - ドイツ系：31.1% - ノルウェー系：10.4% - アイルランド系：9.7% - イギリス系：9.3% - アメリカ人：5.4% 年齢別人口構成 - 18歳未満: 25.5% - 18-24歳: 9.3% - 25-44歳: 28.7% - 45-64歳: 23.2% - 65歳以上: 13.3% - 年齢の中央値: 37歳 - 性比（女性100人あたり男性の人口） - 総人口: 95.2 - 18歳以上: 91.6 | 世帯と家族（対世帯数） - 18歳未満の子供がいる: 31.6% - 結婚・同居している夫婦: 51.8% - 未婚・離婚・死別女性が世帯主: 10.1% - 非家族世帯: 34.3% - 単身世帯: 27.9% - 65歳以上の老人1人暮らし: 10.1% - 平均構成人数 - 世帯: 2.43人 - 家族: 2.98人 収入と家計 - 収入の中央値 - 世帯: 36,727米ドル - 家族: 45,277米ドル - 性別 - 男性: 33,475米ドル - 女性: 21,566米ドル - 人口1人あたり収入: 19,303米ドル - 貧困線以下 - 対人口: 11.1% - 対家族数: 8.5% - 18歳未満: 14.5% - 65歳以上: 7.4% |

## 都市と町

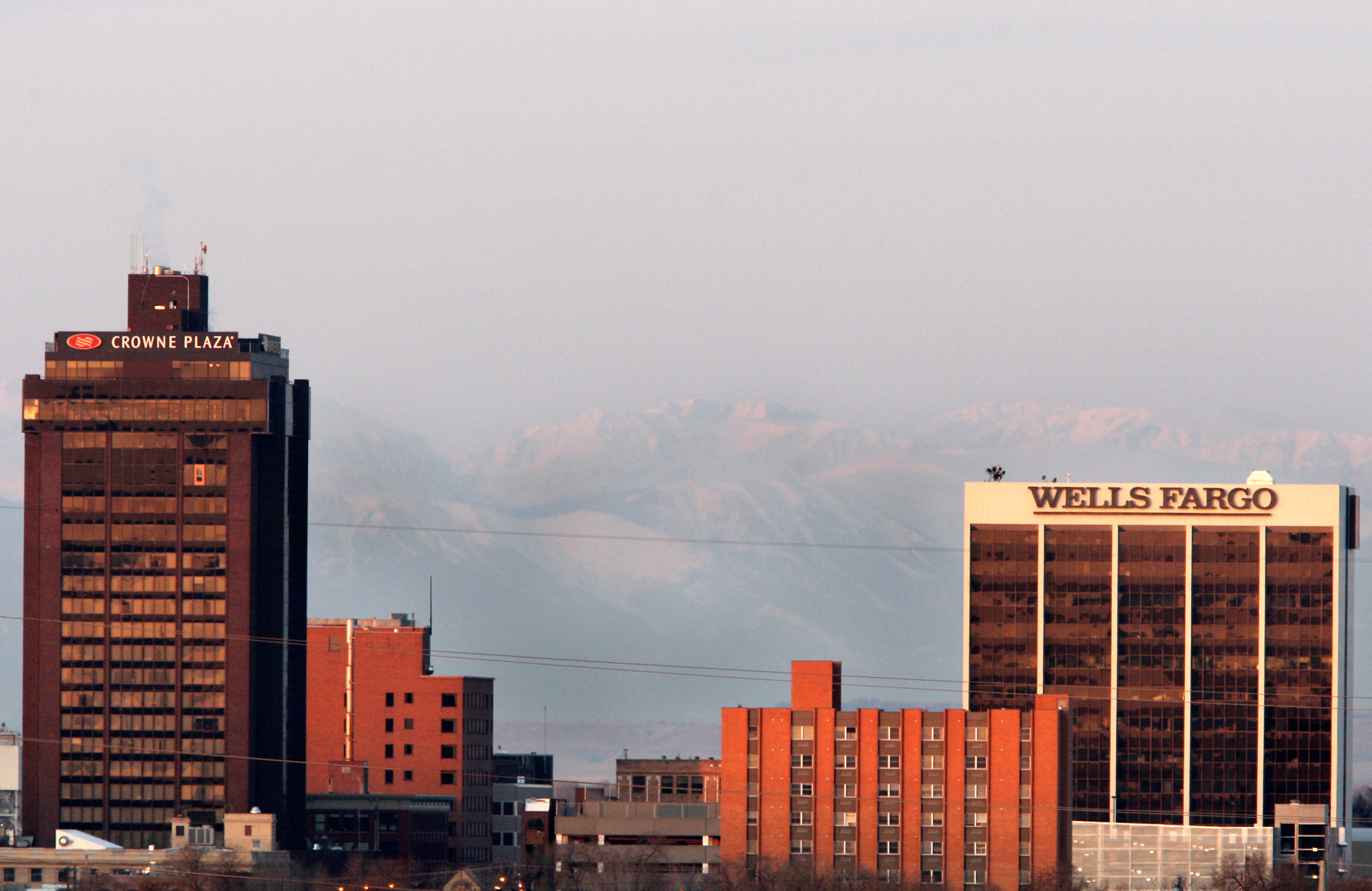
ビリングス

### 都市
- ビリングス - 郡庁所在地
- ローレル

### 町
- ブロードビュー

### 国勢調査指定地域
- バランタイン
- カスター
- ハントリー
- ロックウッド
- シェパード
- ウォーデン

### その他の町
- アクトン
- コマンチェ
- ヘスパー
- ポンペイズピラー